# Demònax de Mantinea
Demònax de Mantinea（grec antic: Δημῶναξ, Dēmṓnax) fou un savi i legislador grec de Mantinea que tenia un gran prestigi a tota Grècia per raons desconegudes. Va viure al segle vi aC.
L'assemblea de l'estat grec de Cirene, quan Batos II Eudamó, fill d'Arcesilau I, davant del perill que representaven els libis i els egipcis, i la ineficàcia que tant Batos com el seu pare havien mostrat, van enviar emissaris a l'oracle de Delfos. La Pítia els va dir que busquessin un legislador de Mantinea, i el van cridar. Els mantineans els van donar un ciutadà de nom Demònax que va anar a Cirene per observar la situació. Després d'haver-se informat amb permís del rei, va dividir els ciutadans en tres tribus. Una amb els habitants de Tera i els periecs, una altra amb els pelopomnesis i els cretencs, i una tercera amb tots els illencs. Va reservar per al rei Batos algunes possessions i funcions sacerdotals, i va posar en mans del poble totes les prerrogatives que havien estat dels reis.
Les noves lleis treien el poder als reis deixant-los com a figura representativa, amb funcions religioses però conservant els seus dominis privats; el poder polític que estava limitat als descendents dels colons originals, va ser ampliat a la resta del poble grec; es va crear un senat del qual el rei era el president. La constitució tenia similituds amb la d'Esparta i se sap que van existir uns èfors (una espècie de jutges) i una policia de 300 homes armats, similars al Hippeis (genets que podien pagar-se un cavall i l'equip necessari per a la guerra) d'Esparta.